# Propulsor Voith Schneider

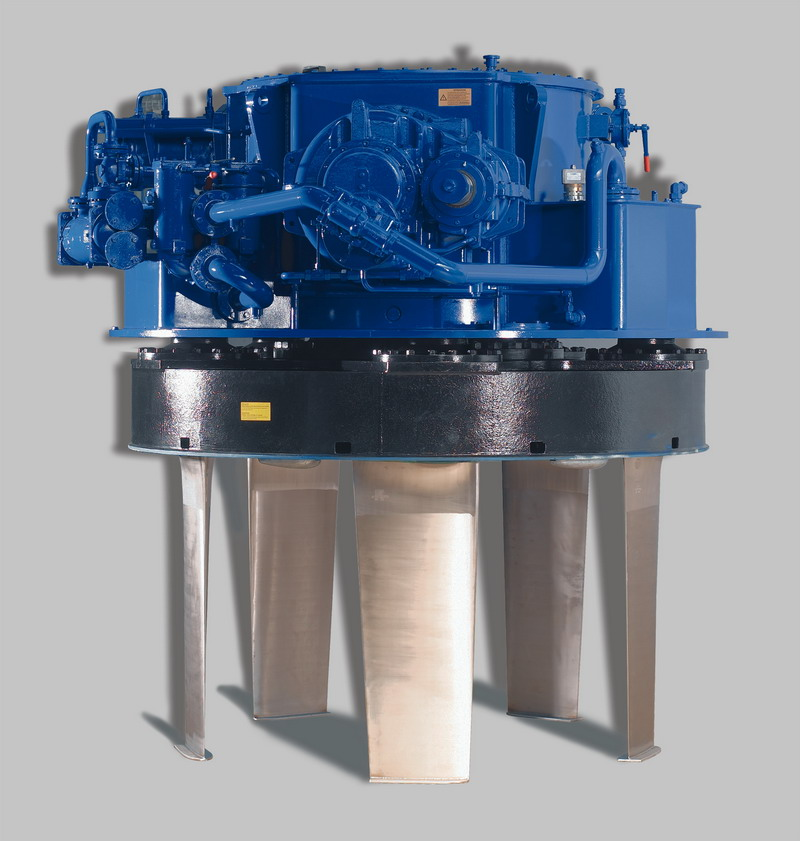
Impulsor Voith Schneider.

En náutica, el sistema de propulsión Voith Schneider  (V S P, VS Propeller) por sus iniciales en inglés, también conocido como “ impulsor cicloidal ” (CD,  Cycloidal drive), es un especializado sistema de propulsión marina. Es altamente maniobrable, siendo capaz de cambiar la dirección del empuje de forma casi instantánea. Es ampliamente empleado en remolcadores y transbordadores.

## Operación
Una placa giratoria que sobresale por debajo del casco de la embarcación contiene un conjunto de álabes verticales de perfil hidrodinámico que pueden cambiar de orientación girando individualmente sobre su propio eje vertical. El conjunto de álabes verticales es comandado por un mecanismo interno que los orienta en forma sincronizada haciendo que en conjunto provean empuje en cualquier dirección deseada. El ángulo de incidencia de cada pala varía a lo largo de una rotación de la placa madre conductora.

Principio de operación del VSP.

A diferencia de la hélice acimutal (donde un propulsor convencional es redirigido por un eje vertical), para un cambio en la orientación de la corriente de empuje, un propulsor Voith-Schneider simplemente requiere un cambio de configuración en la orientación de los álabes verticales para lograr el mismo efecto. En situaciones normales de trabajo esto le permite al patrón o capitán de una embarcación cambios de rumbo casi instantáneos sin necesidad de timones convencionales. Esto es altamente eficiente, por lo que el empleo del dispositivo se ha extendido ampliamente en embarcaciones que requieren gran capacidad de maniobra. Otra característica importante es que, al igual que las hélices de paso controlable, el motor principal del buque siempre está en marcha, por lo que no requiere de mecanismos de embrague, dando respuesta inmediata a instancia de un simple cambio de mando. Un inconveniente del dispositivo es que al sobresalir por debajo del casco aumenta considerablemente el calado de la embarcación haciéndolo poco recomendable para operar en aguas poco profundas.

## Historia
El VSP (Voith Schneider Propeller) fue originalmente diseñado como una turbina hidroeléctrica. Su inventor, el austríaco Ernst Schneider, se reunió con empleados de la subsidiaria de Voith en St Pölten que realizaban investigaciones en otras turbinas de agua. Fue así que descubrieron que no tenía un rendimiento mejor que otros diseños pero encontraron que funcionaba muy bien como bomba impulsora, lo que derivó en el concepto del propulsor marino actual.

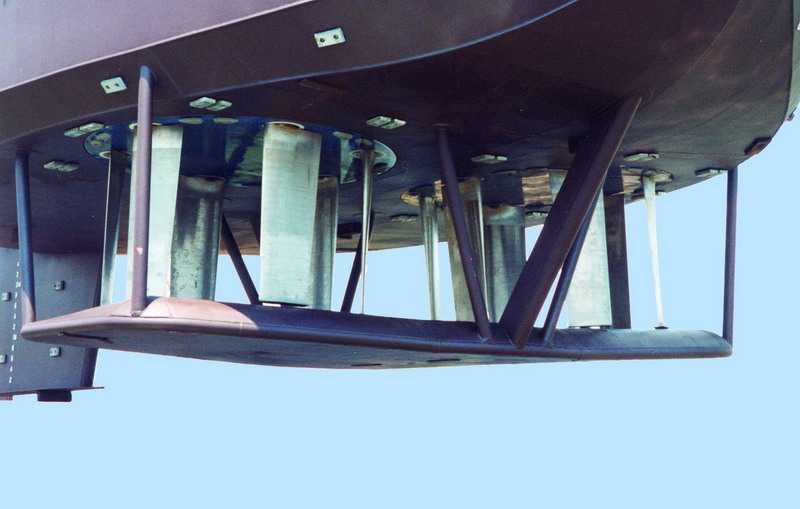
Impulsores Voith Schneider gemelos de un remolcador de puerto.

En 1928 se instaló un prototipo de 60 hp en una embarcación llamada “Torqueo” y su ensayo se llevó a cabo en el lago Constanza. EL VSP se instaló en gran número de dragaminas alemanes a partir de 1929, siendo el primero el R8 construido por la empresa alemana Lürssen. Para 1931 comenzó la construcción de un nuevo buque en el lago Constanza que prestaría servicio al correo alemán. El primer buque para transporte de pasajeros con este sistema fue el Kempten. El primer buque británico en adoptar el impulsor VSP fue el transbordador de doble proa de la isla de Wight M/V Lymington, botado en 1938.

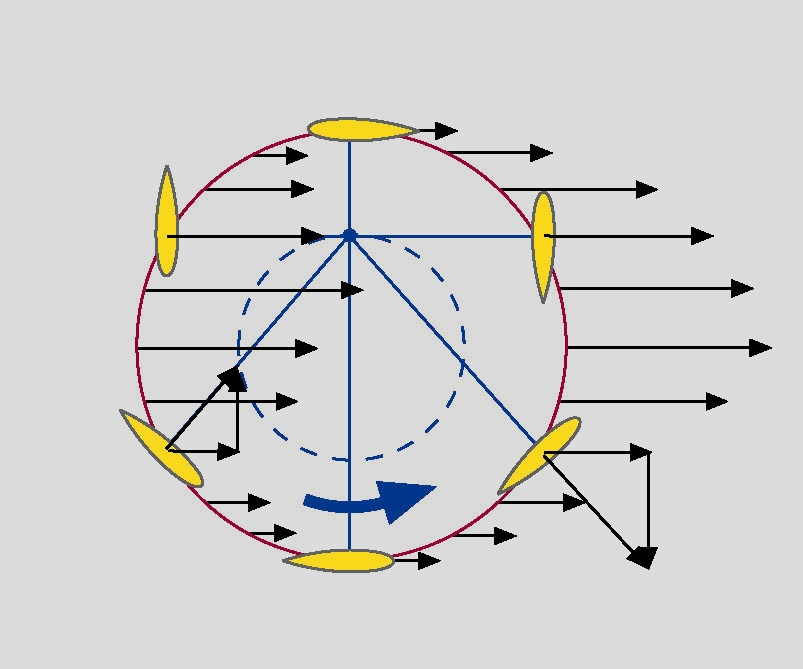
Fuerzas de empuje del VSP en el agua.
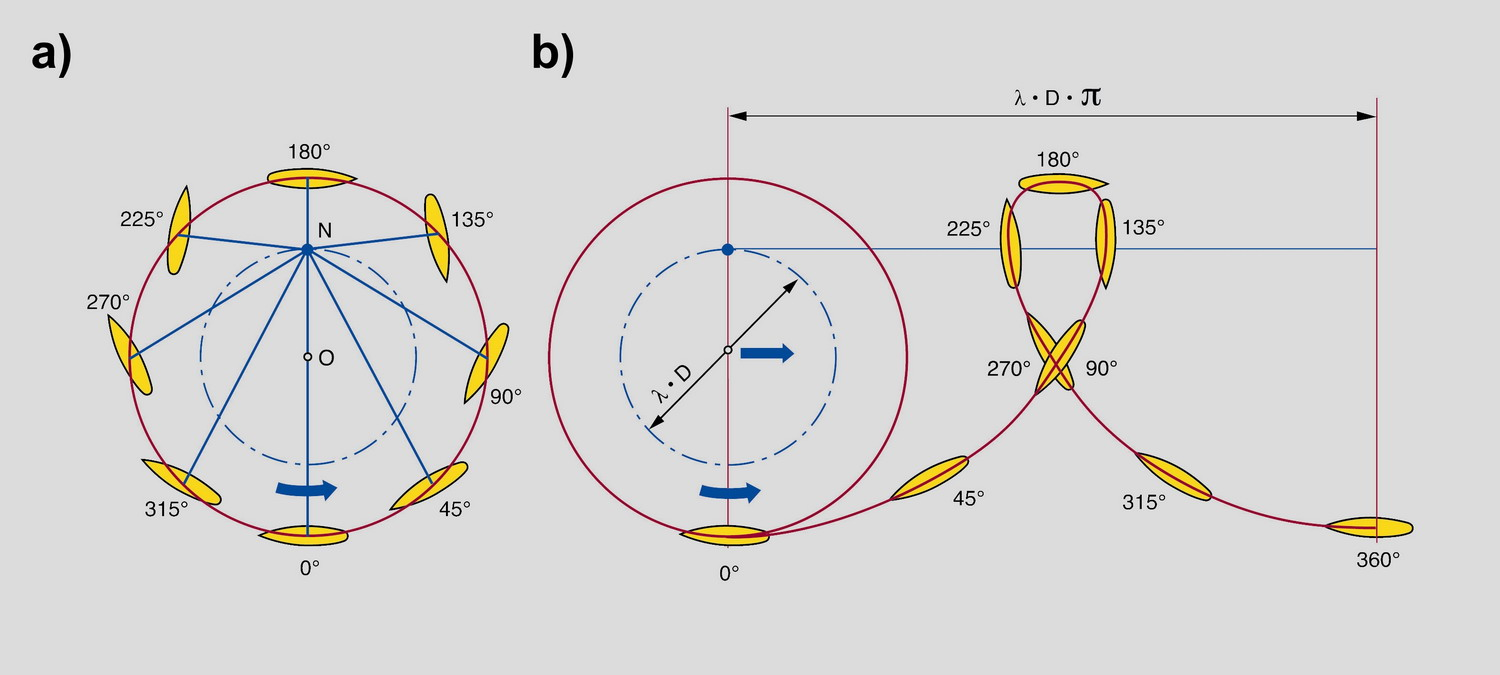
Trayectoria de una pala en el agua.